# Molophilus lauri
Molophilus lauri är en tvåvingeart som beskrevs av Alexander 1945. Molophilus lauri ingår i släktet Molophilus och familjen småharkrankar. Inga underarter finns listade i Catalogue of Life.